# Louise Françoise Tardieu
Louise Françoise Duvivier, o Du Vivier, nota anche con il nome da sposata Louise Françoise Tardieu (Parigi, 1719 – Parigi, 6 aprile 1762), è stata un'incisore, grafica e calcografa francese, alla sua epoca molto apprezzata per le sue opere.

## Biografia

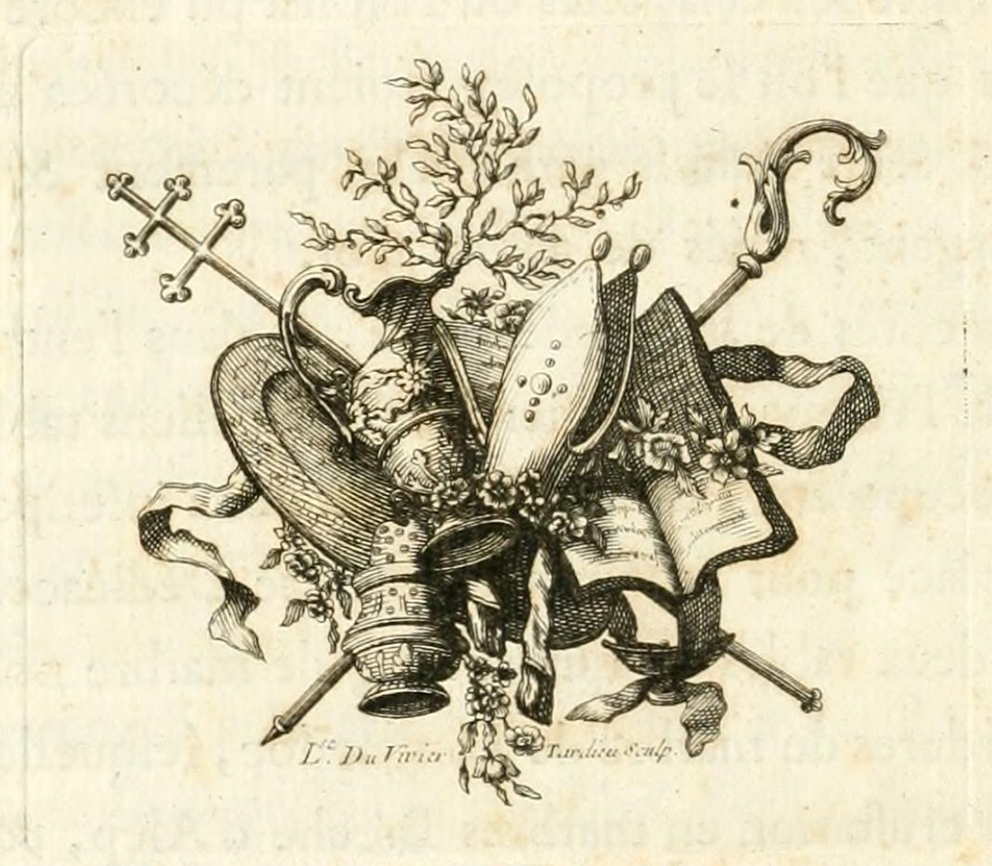
Incisione del 1745 di Louise Françoise Tardieu, pubblicata nel volume Cérémonies de la dédicace et consécration de l'eglise de Saint Sulpice

Jeanne Louise Françoise nacque a Parigi nel 1719 in una nota famiglia di medaglisti e incisori originaria di Liegi, in Belgio, da Marie-Louise Vignon e da Jean Duvivier. Proprio in famiglia apprese i primi rudimenti dell'arte del disegno, così come il fratello Pierre Simon Benjamin che sarà membro dell'Accademia e ricoprirà l'incarico di incisore generale come suo padre.
Louise Françoise Duvivier sposò in seguito l'incisore Jacques Nicolas Tardieu (1760-1791), nel cui laboratorio lavorò.
Pur collaborando col marito è ricordata anche per numerose opere proprie.
Tra le sue produzioni si ricorda ad esempio la carta geografica all'acquaforte dell'isola di Gorée, in Senegal, pubblicata nel Histoire générale des voyages che uscirà in due volumi per i tipi di François Didot Libraire nel 1746.
Louise Françoise Tardieu morì il 5 aprile 1762 nella capitale.